# Mon voisin Radilov
Mon voisin Radilov est une nouvelle d'Ivan Tourgueniev parue dans la revue russe Le Contemporain en 1847. La nouvelle fait partie du recueil Mémoires d'un chasseur.

## Résumé
Le narrateur est contraint de déjeuner chez Radilov, son voisin. Ce dernier le présente à la famille : la grand-mère sénile, un vieillard hébergé par pitié et Olga, une jeune fille.
Quels sont les liens entre Radilov et Olga ? Elle n’est pas sa fille, ni sa femme, car Radilov se déclare veuf. Peut être sa belle-sœur ? Radilov et le narrateur font connaissance et discutent après le repas des nouvelles locales, de son récent veuvage, de son chagrin.
Une semaine plus tard, il rend visite de nouveau à Radilov. Il apprend qu’il est parti avec Olga : elle était sa belle-sœur, et l’Église, interdisant le mariage d'un veuf avec la sœur de sa femme, ils ont quitté le pays.

## Édition française
- Mon voisin Radilov, traduit par Ely Halpérine-Kaminsky, dans Récits d'un chasseur, Paris, Éditions Albin Michel, 1893.
- Mon voisin Radilov, traduit par Françoise Flamant, Éditions Gallimard, Bibliothèque de la Pléiade, 1981  (ISBN 978 2 07 010980 7).